# Formula di Erlang C
Erlang C è la distribuzione che descrive la probabilità di attesa in coda in un sistema in cui ci sono N serventi e viene offerto un traffico pari a A Erlang.
La formula è la seguente:
{\displaystyle P(T_{att}>0)={\frac {\displaystyle {\frac {A^{N}}{N!}}{\frac {N}{N-A}}}{\displaystyle \sum _{x=0}^{N-1}{\frac {A^{x}}{x!}}+{\frac {A^{N}}{N!}}{\frac {N}{N-A}}}}}
dove:
- A è il traffico totale offerto in Erlang
- N è il numero di serventi (operatori) presenti
- P(Tatt>0) è la probabilità di attesa in coda

La distribuzione è utilizzata nei call center per calcolare il numero di operatori necessari per gestire le chiamate entranti posto un certo livello di servizio.